# Bacolor
Bacolor ist eine philippinische Stadtgemeinde in der Provinz Pampanga.
Während der Besatzung Manilas durch die Britische Ostindien-Kompanie war Bacolor von 1762 bis 1764 Regierungssitz der Exilregierung des spanischen Generalgouverneurs der Philippinen Simón de Anda y Salazar.
Während dieser Zeit wurden die Ämter der Provinzverwaltung vorübergehend nach Factoria (dem heutigen San Isidro in der Provinz Nueva Ecija) verlegt.
Bacolor war davor und danach bis zur Verlegung der Provinzregierung nach San Fernando City im Jahre 1904 Sitz der Provinzregierung der Provinz Pampanga.
Der Ort wurde 1995 von einem verheerenden Lahar (vulkanischen Schlammlawine) begraben, der sich im Bett des Flusses Pasig auf den Ort zubewegte und eine Folge des Ausbruchs des Mount Pinatubo im Jahre 1991 war.

## Baranggays
Bacolor ist politisch in 21 Baranggays unterteilt.
| - Balas - Cabalantian - Cabambangan (Pob.) - Cabetican - Calibutbut - Concepcion - Dolores - Duat - Macabacle - Magliman - Maliwalu | - Mesalipit - Parulog - Potrero - San Antonio - San Isidro - San Vicente - Santa Barbara - Santa Ines - Talba - Tinajero |